# Острови Діоміда
Діомі́да острови (Гвоздєва острови) — група островів у Беринговій протоці на межі Північного Льодовитого та Тихого океанів. Розташовані за 35 км на схід від Чукотського півострова та близько 25 км на захід від Аляски.  Група складається з двох невеликих острівців та кількох скель, що лежать на кордоні двох держав.

## Географія

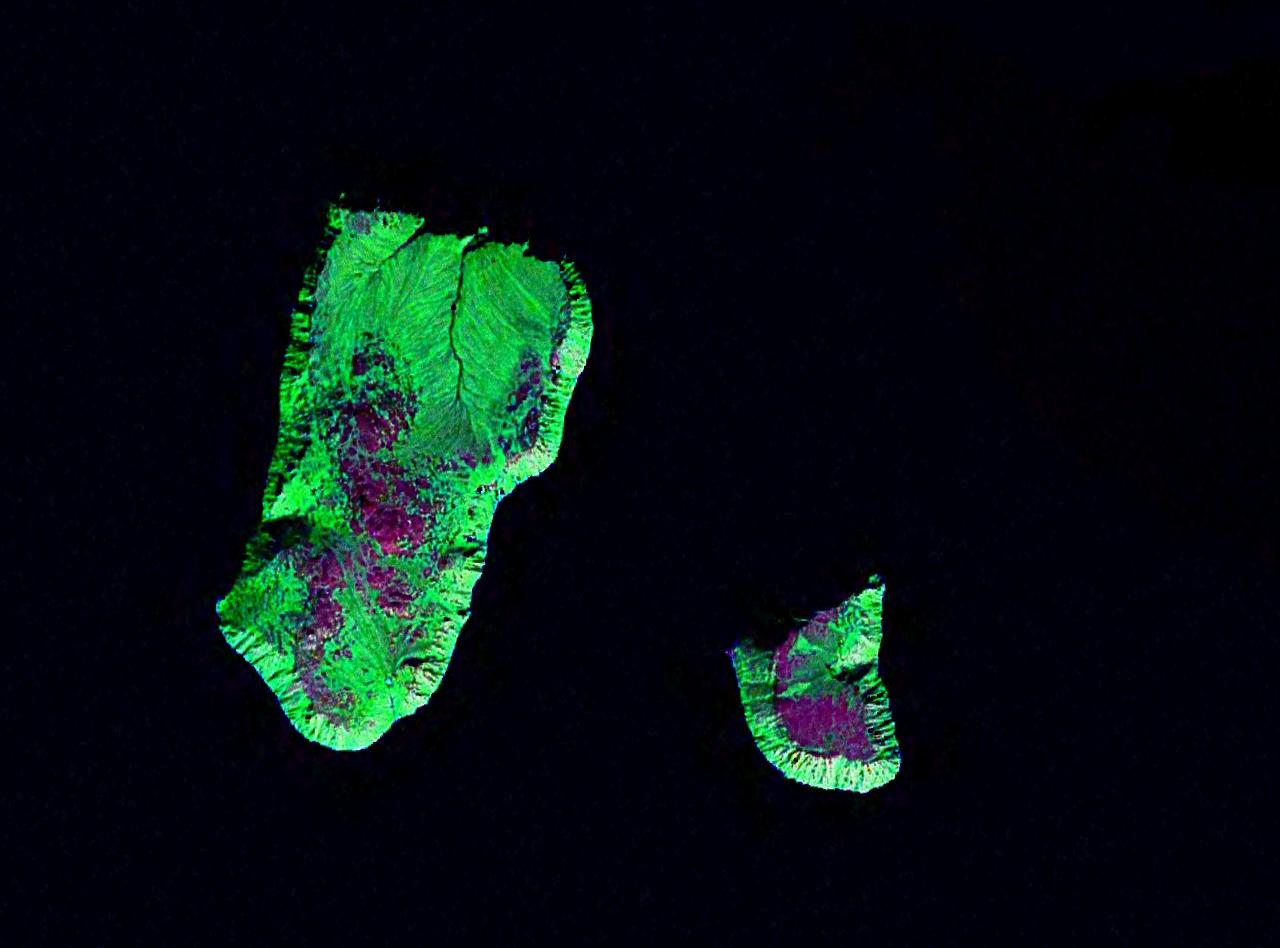
Супутниковий знімок

Західний острів — острів Ратманова (ескімоська назва Імаклік — «оточений водою»), має площу близько 29 км² і належить Росії, є її найсхіднішою точкою. Острів входить до складу Чукотського автономного округу. Названий на честь морського офіцера Макара Ратманова.
Східний острів (близько 7 км²), острів Крузенштерна (англ. Little Diomede — «Малий Діомід», ескімоська назва «Інгалік» — «протилежний») належить США.
Відстань між островами 3750 м; між ними проходять державний кордон Росії та США і лінія зміни дат.
Найвища точка островів — гора Криша, 505 м — знаходиться на острові Ратманова.
На південний схід від островів Діоміда знаходиться невеликий острів Феруей), що належить США.
З 1989 року діє угода між СРСР (тепер Росією) і США про безвізові поїздки місцевих жителів в гості один до одного. Однак більшість місцевого населення острова Ратманова (що проживало в населених пунктах Імаклік і Кунга) було перевезено на континент. На даний момент на острові знаходиться найсхідніша військова частина Росії. На острові Крузенштерна знаходиться селище Діомід, де на 2011 рік проживає 135 місцевих жителів — ескімосів. Там відкрита школа і магазин, а пошта в гарну погоду доставляється вертольотом.

## Історія
Острови відкриті 1728 року Вітусом Берингом в день Святого Діоміда (звідси і назва). 1732 року острови вперше нанесені на карту Іваном Федоровим та Михайлом Гвоздєвим, які назвали острови Гвоздєвими. 1815 року Отто Коцебу дав островам сучасну назву. З 1867 року острови були поділені між Росією та США.

## Цікаві факти
Між цими островами проходить Міжнародна лінія зміни дат. Російський острів Великий Діомід входить до часового поясу UTC+12:00. Американський острів Малий Діомід має часовий пояс UTC−08:00 влітку і UTC−09:00 взимку. Також на острові Великому Діоміді завжди "завтра", а на Малому Діоміді "вчора" (наприклад, на Великому понеділок, на Малому неділя). Час відрізняється на 21:00 взимку. Влітку 20:00. 